# Фердинанд Гетц
Фердинанд Гетц (Гьотц, нім. Ferdinand Götz) — австрійський футболіст, що грав на позиції нападника. Відомий виступами за клуби «Зіммерингер» (Відень) і САШК (Сараєво).

## Життєпис
Дебютував у команді вищого дивізіону чемпіонату Австрії «Зіммерингер» у сезоні 1915-16. Через два роки за команду почав виступати його молодший брат Віктор. Останнім для братів у складі австрійської команди став сезон 1919-20, у якому «Зіммерингер» посів сьоме місце, найвище у часи виступів у його складі Фердинанда. У 1918 році зіграв за збірну Відня у виїзному поєдинку зі збірною міста Краків, що завершився перемогою австрійської команди з рахунком 8:0.
На початку 20-х років обидва брати перебрались до Югославії, де продовжили грати футбол в клубі САШК (Сараєво). Віктор пізніше кілька сезонів відіграв за команду «Граджянскі» (Загреб), а ось Фердинанд до 1931 року виступав за САШК (Сараєво), перший час до того ж був граючим тренером команди. У 1923 році стартував перший розіграш чемпіонату Югославії, куди САШК потрапив як переможець чемпіонату Сараєво. В чвертьфіналі змагань САШК переміг 4:3 клуб «Хайдук» (Спліт), а у півфіналі з таким самим рахунком «Югославію» (Белград), Фердинанд у кожному з цих матчів відзначався голом. У фіналі САШК поступився «Граджянскі» (1:1 і 2:4 в перегравання), за яку вже грав брат Віктор Гетц.
Протягом п'яти наступних сезонів САШК також ставав переможцем чемпіонату Сараєво і потрапляв до національного чемпіонату, але не міг повторити успіху першого розіграшу. Востаннє команда зіграла у фінальній частин першості у 1931 році. Фердинанд Гетц загалом зіграв у чемпіонаті Югославії 17 матчів і забив 10 голів, за останнім показником є рекордсменом клубу.
Також виступав у складі збірної міста Сараєво. Зокрема, був учасником матчів кубку короля Олександра, турніру для збірних найбільших міст Югославії, що проводився у 1924—1927 роках.

## Трофеї і досягнення
- Віце-чемпіон Югославії: 1923
- Чемпіон Сараєво: 1922, 1923, 1924, 1925, 1926, 1927, 1928